# 中國農村復興聯合委員會
中國農村復興聯合委員會（英語：Sino-American Joint Commission on Rural Reconstruction），簡稱農復會，是於1948年10月以推動中華民國農村復興為目的，而由中華民國及美國共同派員於南京組成的專業機構，1949年8月因國共內戰而遷移到台灣。其工作得到廣泛認可，在接下來的幾十年中，通過經濟、社會和技術的協調計劃，促成1950與1960年代台灣農業的發展，奠定了之後幾十年台灣經濟發展的基礎。
除中華民國政府外，美國聯邦政府亦依據《中美經濟合作協定》參與農復會會務。1979年1月1日，美國與中華民國斷交，《中美經濟合作協定》依約自動失效。3月16日，農復會改組成立「行政院農業發展委員會」（簡稱農發會）。1984年9月20日，行政院農業發展委員會與經濟部農業局合併成立「行政院農業委員會」。

## 中國大陸時期
在晏陽初的大力遊說下，美國國會在1948年援華法案中納入了一項條款，為一個獨立機構提供資金，該機構將利用晏陽初在農村復興中的經驗。1948年10月1日，中華民國與美國依據所簽《中美經濟合作協定》，在南京市成立「中國農村復興聯合委員會」，由五名委員管理，其中三名是華人、由中華民國政府任命，兩名是美國人、由美國總統任命。在國共內戰的最後一年，它除了擴大農藝和灌溉計劃外，還實施了減租，保障保有權和合作社的組建方案。據估計，這是1949年以前中國最大的非共產主義土地改革計劃。

## 台灣時期
農復會遷往台灣後，中華民國方面及美國方面的主要委員分別為蔣夢麟及穆懿爾（Raymond T. Moyer）。在蔣夢麟的領導下，推動了重大的土地改革、農業改良和教育項目。由於農復會由美國提供資金，其薪級表不受政府工資表的約束，因此可以提供比官僚機構更高的薪酬，吸引訓練有素和能幹的員工。農復會委員包括康乃爾大學農業學院畢業的沈宗瀚。未來中華民國總統和中國國民黨主席李登輝在1950年代初期擔任農復會的農業經濟學家。
從1951年到1965年，約有三分之一的美國政府對台援助由農復會指導投入農業，創造了近三分之二的國內淨資本形成。農復會計畫直接促進了農作物和家畜的品種改良，發展灌溉和防洪、土壤改良、農村信貸計畫和合作社、健康計畫和計劃生育。農復會繼續實施在大陸時期制定的戰略，協調這些計畫，而不是每個計畫獨立運行。在土地改革和農業發展計畫的綜合刺激下，台灣農業生產從1952年到1959年以平均每年4％的速度增長，高於3.6％的人口增長率。
1954年8月25日，農復會委託中國廣播公司各地辦事處分發向美國訂購的五燈中波收音機6000台，給各農民團體收聽農業知識及農事消息；分發儀式在台北新公園內中國廣播公司臺灣廣播電台舉行，由中廣副總經理羅學濂主持。
1978年9月8日，美國國務院東亞及太平洋事務局表示，有鑑於中華民國經濟能力已可自立發展農業，美方依據《中美經濟合作協定》對農復會事務的參與已成功達成目的，因此宣布於半年後正式終止美方在農復會內的活動。農復會被後世廣泛認為是創造台灣農業繁榮的基礎，導致1970年代和1980年代台灣經濟快速增長。

## 歷任主任委員
| 姓名   | 任職時間   | 離職時間  |
| ------ | ---------- | --------- |
| 蔣夢麟 | 1948年10月 | 1964年6月 |
| 沈宗瀚 | 1964年8月  | 1973年5月 |
| 李崇道 | 1973年5月  | 1979年3月 |

## 延伸閱讀
- 黃俊傑. . 中央研究院近代史研究所. 1992  [2018-07-26]. ISBN 9789579046930. （原始内容存档于2019-01-24）.
- 黃俊傑. . 三民書局. 1991  [2018-07-26]. ISBN 9789571417967. （原始内容存档于2019-01-24）.
- 黃俊傑. . 三民書局. 1991. ISBN 9789571417943.
- Zonghan Shen. . Cornell University Press. 1970  [2018-07-25]. ISBN 978-0-8014-0572-3. （原始内容存档于2019-01-24）.
- Joseph A. Yager, Transforming Agriculture in Taiwan: The Experience of the Joint Commission on Rural Reconstruction (Ithaca: Cornell University Press, 1988).